# Welträtsel
Welträtsel ist eine Bezeichnung, die im 19. Jahrhundert gebräuchlich wurde und sich später zum Schlagwort entwickelte. Mit ihr bezeichnete man metaphysische Fragen, die sich vielleicht nie beantworten lassen.
Rätsel wird dabei in einem weiten Bedeutungsspektrum zwischen Geheimnis und Puzzle verwendet. Die Rede bewegt sich zwischen einer erkenntnisoptimistischen und einer erkenntnispessimistischen Position, einer Welterklärungskompetenz auf der einen und einer skeptizistischen Grundhaltung der prinzipiellen Unerkennbarkeit der Welt – und damit der Unlösbarkeit ihrer Rätsel – auf der anderen Seite.

## Philosophiegeschichte
Schon im 18. Jahrhundert wurde das Ganze der Welt, bestimmte ihrer Bereiche oder der Mensch selbst als ein dauerhaftes Rätsel bezeichnet.
David Hume stellte die Gewissheit apriorischer Urteile in Zweifel, verwarf die Metaphysik, betrachtete die Naturwissenschaft als Anhäufung von Wahrscheinlichkeiten und verwies auf die Macht der Gewohnheit.

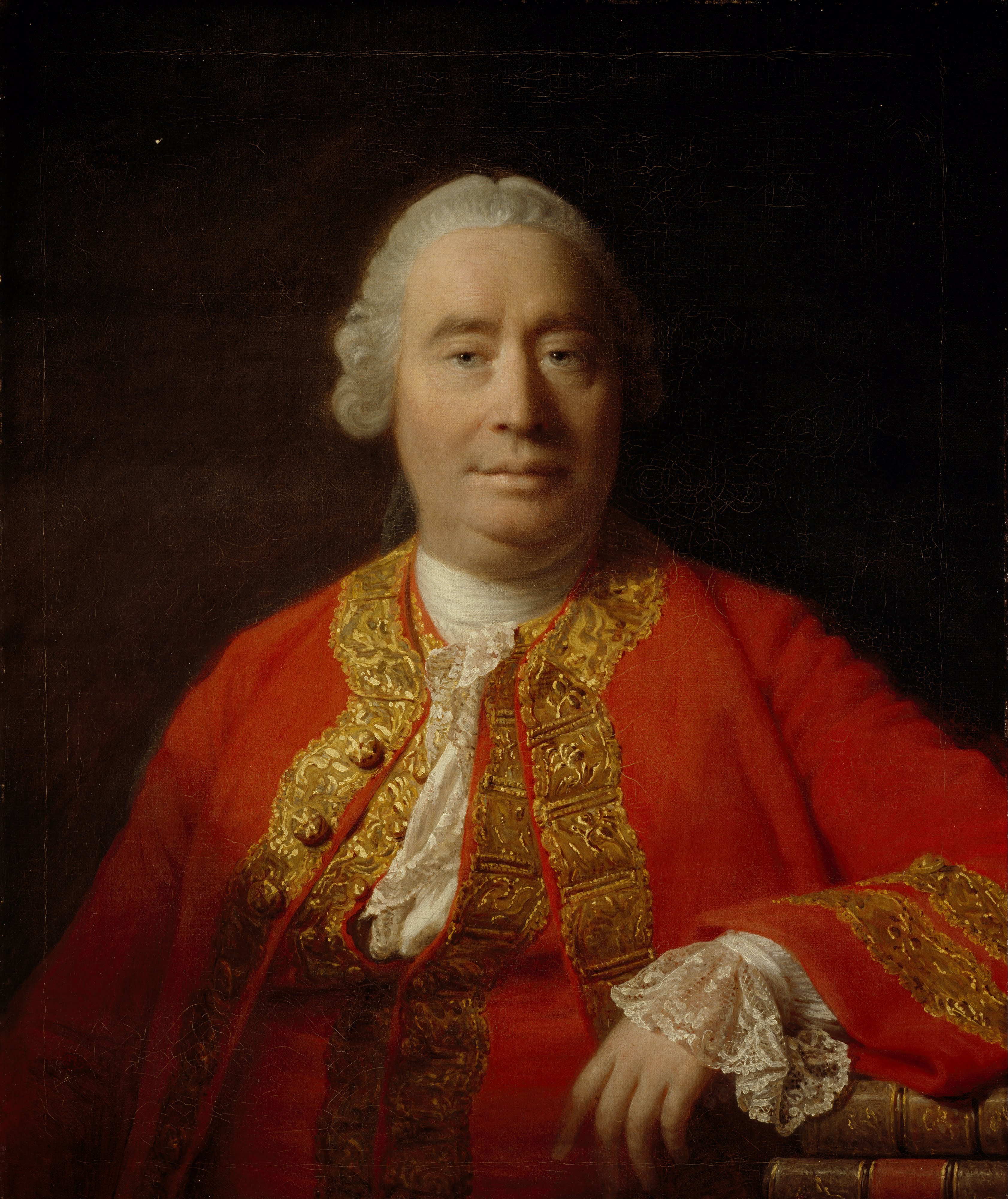
David Hume: „Das Ganze der Welt ist ein Rätsel.“

Der Verstand solle nicht in übersinnliche Regionen ausschweifen, sondern sich auf das Feld der Erfahrung beschränken, ohne die von Wissen und Wahrheit nicht gesprochen werden könne. Im Gegensatz zur kontinentalen Tradition des Rationalismus betonte Hume, dass der Geist von sich aus keine Wahrheiten erfassen, sondern nur Sinneseindrücke empfangen könne, welche die Grundlage der Erkenntnis bildeten. Aus den Sinnesdaten aber sei kein Bild vom Ganzen der Welt aufzubauen. Da selbst die Kausalität auf Gewohnheit zurückgeführt wurde (Induktionsproblem) und die Möglichkeiten der Vernunft in diesem Skeptizismus hinterfragt wurden, war für Hume die Einsicht in die menschliche Blindheit und Schwäche das Resultat der Philosophie.
Den Rätselcharakter der Welt beschrieb Hume mit den Worten: „Das Ganze der Welt ist ein Rätsel, ein unerklärliches Mysterium. Zweifel, Ungewissheit, Enthaltung des Urteils sind das einzige Ergebnis, zu dem die schärfste und sorgsamste Untersuchung uns führen kann.“

Arthur Schopenhauer: Der Philosoph bleibt vor der großen Sphinx des Daseins selbst verwundert stehen.

Für Arthur Schopenhauer erscheint die Welt als Wille und Vorstellung. Während er auf der Erkenntnisebene –  in der Tradition Kants –  die Welt als vorgestellt und die Dinge als Erscheinungen betrachtete, war für ihn das eigentlich metaphysische, hinter den Dingen waltende und über Kants intelligibles „Ding an sich“ hinausgehende Prinzip – der Wille.
Der Leib des Menschen –  wie alles andere Leben – sei objektivierter, inkarnierter Wille in unterschiedlichen Formen. Dem Menschen als animal metaphysicum sei sein eigenes Dasein rätselhaft: Es liege in seinem Bewusstsein, das, bedingt durch Intellekt und Geisteskräfte, individuell unterschiedlich befähigt sei, sodass es für Schopenhauer Menschen gab, die einen „wenigsten zehnfach höheren Grad des Daseins“ haben als andere. Während die meisten Menschen ihr Dasein, getrieben von den Bedürfnissen und Pflichten des Lebens, in einer Form „dumpf bewusste(n) Treiben(s)“ als unruhigen und konfusen Traum verbringen, wird dem Gelehrten das Dasein als Ganzes bewusst. Doch erst bei einem Philosophen und Poeten erreicht die Besonnenheit einen Grad, nicht mehr ein bestimmtes Element im Dasein zu erforschen, sondern „das Dasein selbst“. Dieses bezeichnet Schopenhauer als die große Sphinx, vor welcher der Philosoph verwundert stehen bleibe, um es zu seinem Problem zu machen.

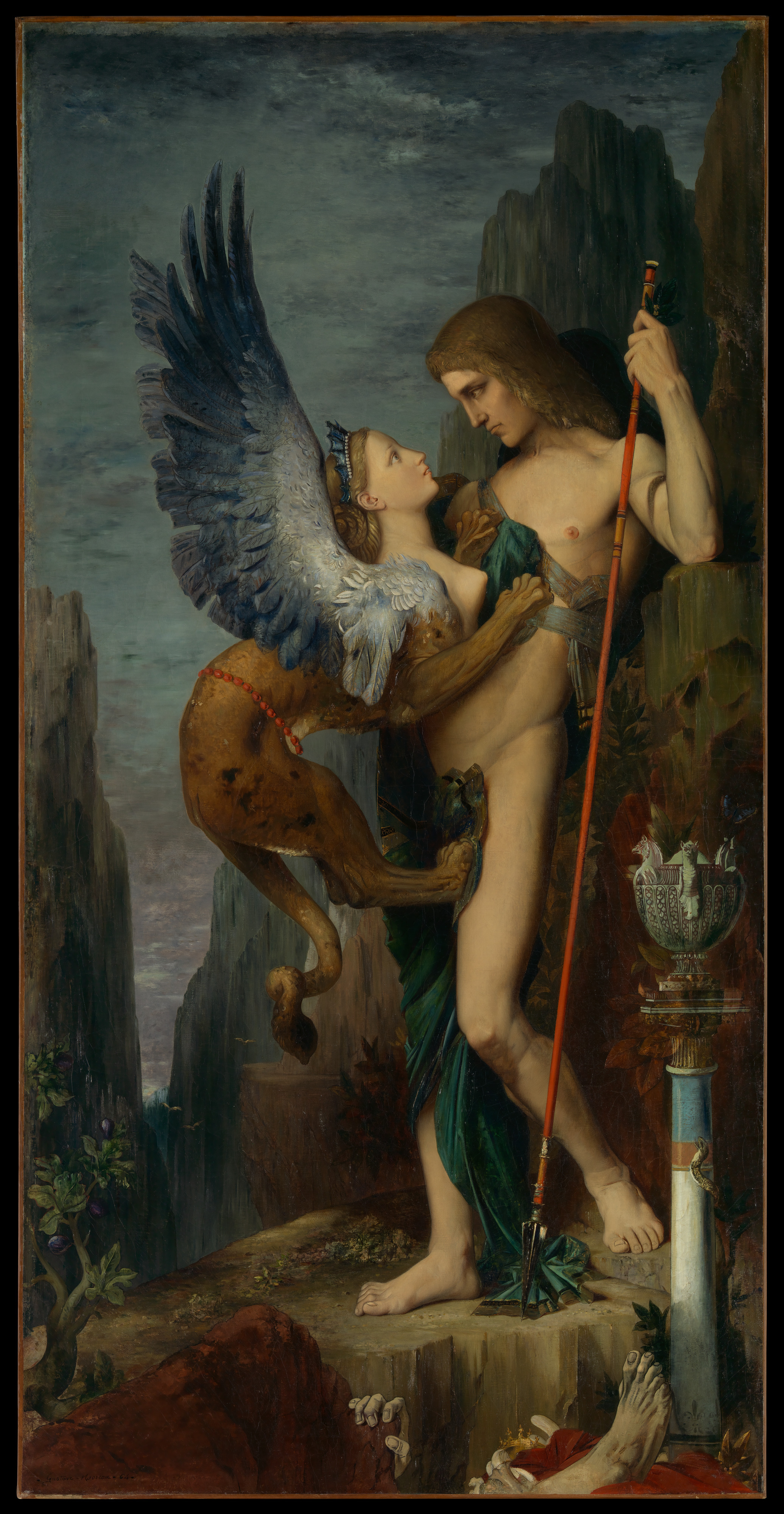
Ödipus und die Sphinx (1864)

Die Sphinx selbst wurde vielfach als Symbol des Welträtsels betrachtet und der Rätsellöser Ödipus musste, wie Nietzsche schrieb, „seiner übermäßigen Weisheit halber [...] in einen verwirrenden Strudel von Untaten stürzen.“
Während Schopenhauer in seiner pessimistisch-idealistischen Leidensmetaphysik das Ding an sich im vernunftlosen durch die Ewigkeit schweifenden Willen erblickte und ihn als „Lösung des Rätsels der Welt“ betrachtete, glaubte Friedrich Nietzsche des Welträtsels Lösung im Willen zur Macht entdeckt zu haben. In einem der nachgelassenen Fragmente finden sich die Worte: „Und wisst ihr auch, was mir die Welt ist [...] Die Welt: ein Ungeheuer von Kraft, ohne Anfang, ohne Ende [...] ein Meer in sich selber stürmender und fluthender Kräfte, ewig sich wandelnd, ewig zurücklaufend [...] –  diese meine dionysische Welt des Ewig-sich-selber-Schaffens, dieß mein Jenseits von Gut und Böse, ohne Ziel, wenn nicht im Glück des Kreises ein Ziel liegt [...] wollt ihr einen Namen für diese Welt? Eine Lösung für alle ihre Räthsel? [...] Diese Welt ist der Wille zur Macht – und nichts außerdem!“

### Die sieben Welträtsel

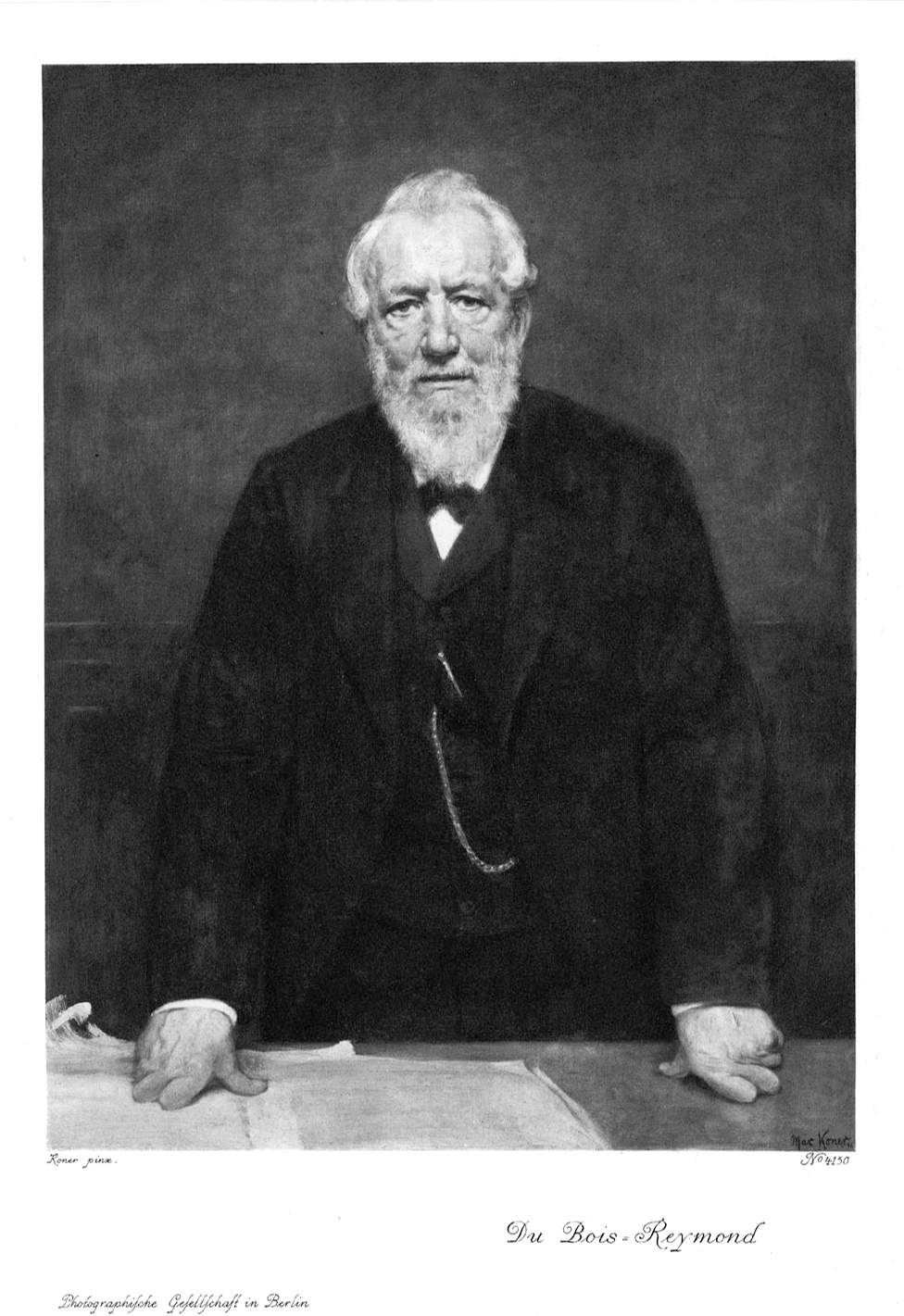
Emil Heinrich du Bois-Reymond, Verfasser der „Sieben Welträtsel“

Es war der deutsche Physiologe Emil Heinrich Du Bois-Reymond, der „sieben Welträtsel“ postulierte und diese in seinem gleichnamigen Vortrag 1880 vorstellte. Er bezog sich auf sieben Schwierigkeiten für das Denken, die er in der Spannweite möglicher Lösbarkeit bis Unlösbarkeit vorstellte:
1. Das Wesen der Materie und Kraft
2. Der Ursprung der Bewegung
3. Die Entstehung der Empfindung
4. Die Entstehung des Lebens
5. Die zweckmäßige Einrichtung der Natur
6. Das menschliche Denken und Sprechen
7. Die Willensfreiheit

Die ersten drei Welträtsel bezeichnete Du Bois-Reymond im Kantischen Sinne als transzendent, mithin prinzipiell unlösbar. Die der Entstehung des Lebens und der zweckmäßigen Einrichtung der Natur hielt Du Bois-Reymond dagegen für prinzipiell lösbar, wenn auch noch nicht für gelöst. Die Fähigkeit des vernünftigen Denkens und die damit verbundene Frage nach dem Ursprung der Sprache sei ebenfalls grundsätzlich aufklärbar. Ob das Rätsel der menschlichen Willensfreiheit lösbar sei, ließ er hingegen offen, bemühte sich indes, dieses Rätsel – wie das der menschlichen Sprache – im Erklärungsrahmen eines psychologischen Determinismus aufzuklären.
Die Welträtsel beziehen sich bei Du Bois-Reymond – anders als bei Schopenhauer – lediglich auf innerweltliche Fragen, nicht aber auf die Existenz der Welt überhaupt.
Du Bois-Reymonds Standpunkt metaphysischen Fragen gegenüber ist der des Agnostizismus. Er wurde schon in dem früheren Werk „Über die Grenzen der Naturerkenntnis“ formuliert, gipfelte in dem populären Ausspruch Ignoramus et ignorabimus und führte zu heftigen Kontroversen.

### Die Welträtsel

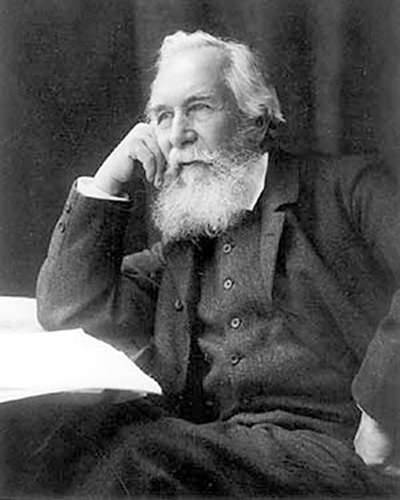
Ernst Haeckel hielt die Welträtsel für lösbar.

Im Gegensatz zu Du Bois-Reymonds hielt der deutsche Zoologe Ernst Haeckel die Welträtsel für lösbar. Er machte den Ausdruck Ende des 19. Jahrhunderts mit seinem Buch „Die Welträtsel“ äußerst populär. Die an Spinoza und Goethe orientierte monistische Philosophie, die er bereits früheren Werken zugrunde gelegt hatte, spiegelte den ungetrübten Glauben an den Fortschritt der Wissenschaft wider und zielte auf eine Vereinheitlichung der Weltanschauungen.
Haeckels Naturphilosophie erklärte die Entstehung des Universums aus einer einzigen Ursubstanz, die sich nach dem Prinzip der Entwicklung entfaltete. Er versteht dabei unter Monismus eine einheitliche, pantheistische Betrachtung der „Gesamtnatur“. Nach seiner Vorstellung sind Gott und Welt eins, die Welt selbst eine „kosmische Einheit“. Haeckel wollte auf diese Weise den Anthropismus überwinden, die Vorstellung, der Mensch sei das letzte Ziel der Schöpfung und von der übrigen Natur getrennt.
Nach Haeckel kann die Wissenschaft prinzipiell alle Welträtsel lösen. Das „größte, umfassendeste und schwerste“ sei dabei „dasjenige von der Entstehung und Entwickelung der Welt“, während die bedeutendste Frage die nach der Herkunft des Menschen bleibe.
Haeckel glaubte, die Welt bestehe anfangs- und endlos aus sich selbst heraus. Wie Du Bois-Reymonds lenkte er sein Augenmerk nicht auf das allgemeine Rätsel der Weltexistenz überhaupt, sondern auf einzelne Fragen bestimmter Naturphänomene.
Die monistische Lehre stand in der Tradition des Materialismus des 19. Jahrhunderts, obwohl Haeckel selbst sich gegen die Bewertung verwahrte, Materialist zu sein.
Er ging von einem Begriff der Substanz aus, welcher ihr Geist und Energie als Attribute zuordnet. Diese Attribute wurden nach Ansicht Haeckels durch den von Lavoisier ausformulierten Massenerhaltungssatz und den ersten Hauptsatz der Thermodynamik durch Robert Mayer erfasst.
Von einem mechanistisch-kausalen Erklärungsprinzip ausgehend, betrachtete Haeckel die Geisteswissenschaften lediglich als Teilgebiete der Naturwissenschaft und glaubte so, Lösungswege der Welträtsel zu finden, die von den Metaphysikern bisher als weitgehend unlösbar betrachtet worden seien.

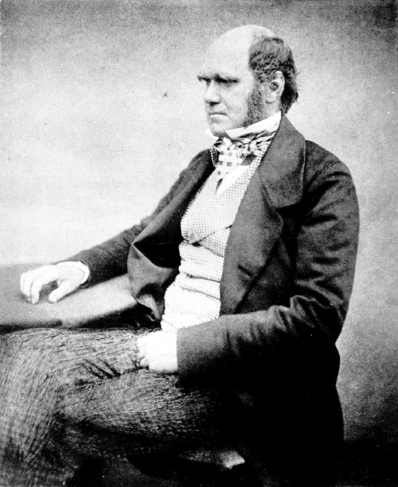
Darwin im Alter von 51 Jahren, als er seine Evolutionstheorie veröffentlichte.

Einen weiteren Schlüssel zur Lösung der Welträtsel erblickte Haeckel in Charles Darwins Evolutionstheorie, die er offensiv unterstützte und propagierte. Die tiefen Geheimnisse von der Entstehung des Lebens, des Denkens und der Sprache würden durch die Evolutionstheorie gelüftet; die vermeintliche Teleologie der Natur durch die Selektionstheorie widerlegt. Das seit Rousseau und Kant diskutierte Freiheitsproblem betrachtete Haeckel wegen des Kausalitätsprinzips als obsolet, und da die Unsterblichkeit der Seele eine Fiktion sei, könne auch der Geist als biologisches Phänomen erklärt werden.
Mit seinem unbekümmerten Überbau der empirischen Forschung, der damals beliebten populärwissenschaftlichen Darstellung seiner Gedanken sowie dem Fortschrittsoptimismus, erwies sich Haeckel als typisches „Kind des 19. Jahrhunderts.“ Seine Thesen, seine Ablehnung metaphysischer und mystischer Fragen und transzendenter Spekulationen führten zu langen Auseinandersetzungen, einem „Kampf um Haeckel“, bei dem zwischen den Anhängern und Gegnern auch polemisiert wurde. Auf der anderen Seite haben Haeckels „Welträtsel“ den Stand der Naturwissenschaften in weiten Leserkreisen bekannt gemacht und die Akzeptanz der Evolutionstheorie unterstützt.

## 20. Jahrhundert
Der frühe Ludwig Wittgenstein glaubte noch nicht an unlösbare Rätsel. In seinem Tractatus Logico-Philosophicus formulierte er: „Zu einer Antwort, die man nicht aussprechen kann, kann man auch die Frage nicht aussprechen. Das Rätsel gibt es nicht. Wenn sich eine Frage überhaupt stellen lässt, so kann sie auch beantwortet werden.“ „Die richtige Methode der Philosophie wäre eigentlich die: Nichts zu sagen, als was sich sagen lässt, also Sätze der Naturwissenschaft [...] und dann immer, wenn ein anderer etwas Metaphysisches sagen wollte, ihm nachzuweisen, dass er gewisse Zeichen in seinen Sätzen keine Bedeutung gegeben hat.“
Das Werk endet mit den berühmten Worten: „Wovon man nicht sprechen kann, darüber muss man schweigen.“
Diese Position erinnert an Martin Heideggers Versuch einer fundamentalontologischen Rekonstruktion der Metaphysik durch die Grundfrage: „Warum ist überhaupt Seiendes und nicht vielmehr Nichts?“, die Heidegger in Rückbezug auf Leibniz aufgeworfen hatte.
Im Gegensatz zu seiner späteren pejorativen Verwendung des Ausdrucks „Metaphysik“ präsentierte er in den Metaphysischen Anfangsgründen der Logik im Ausgang von Leibniz die Daseinsanalyse in ihrem wechselseitigen Bezug als Metaphysik.
Philosophen des Wiener Kreises bzw. des logischen Empirismus wie Rudolf Carnap vertraten eine wissenschaftliche Weltauffassung, die keinen Raum ließ für  theologische und metaphysische Spekulationen, eine radikale Position, die von Karl Popper später relativiert wurde. Sein Interesse an Wissenschaft und Philosophie erklärte er u. a. damit, etwas „über das Rätsel der Welt, in der wir leben, lernen“ zu wollen.